# Anton Spiridonov
Anton Spiridonov (ur. 5 sierpnia 1998 w Kissimmee) – rosyjsko-amerykański łyżwiarz figurowy reprezentujący Stany Zjednoczone, startujący w parach tanecznych z Lorraine McNamarą. Medalista zawodów międzynarodowych.
Jego rodzicami są rosyjscy łyżwiarze figurowi, występujący w parach tanecznych, Jelena Garanina i Walerij Spiridonow. Ma przyrodniego brata Maxima Zavozina (ur. 1985), który również był łyżwiarzem figurowym w tej samej konkurencji i reprezentował Stany Zjednoczone, a następnie Węgry osiągając sukcesy międzynarodowe (m.in. mistrzostwo świata juniorów 2005 w parze z Morgan Matthews).
W latach 2012–2015 reprezentował Rosję. Od października 2015 startował z Leticią „Tish” Marsh z którą reprezentował Wielką Brytanię. Zostali sparowani przez Igora Szpilbanda, a następnie trenowali u Marinu Zujewy w Canton. Para zakwalifikowała się do zawodów Junior Grand Prix i z powodzeniem startowała w lokalnych zawodach w Stanach Zjednoczonych. W sezonie 2018/2019 jeździł w parze z Poliną Pańkową dla Rosji.

## Osiągnięcia

### Z Lorraine McNamarą (Stany Zjednoczone)
| Zawody                              | 20–21          | 21–22          | 22–23          | 23–24          |                |                |                |                |                |                |                |                |                |                |                |                |                |
| Międzynarodowe                      | Międzynarodowe | Międzynarodowe | Międzynarodowe | Międzynarodowe | Międzynarodowe | Międzynarodowe | Międzynarodowe | Międzynarodowe | Międzynarodowe | Międzynarodowe | Międzynarodowe | Międzynarodowe | Międzynarodowe | Międzynarodowe | Międzynarodowe | Międzynarodowe | Międzynarodowe |
| ----------------------------------- | -------------- | -------------- | -------------- | -------------- | -------------- | -------------- | -------------- | -------------- | -------------- | -------------- | -------------- | -------------- | -------------- | -------------- | -------------- | -------------- | -------------- |
| GP Grand Prix de France             |                |                |                | 9              |                |                |                |                |                |                |                |                |                |                |                |                |                |
| GP NHK Trophy                       |                |                |                | 8              |                |                |                |                |                |                |                |                |                |                |                |                |                |
| GP Skate America                    | 6              |                | 7              |                |                |                |                |                |                |                |                |                |                |                |                |                |                |
| CS Ice Challenge                    |                | 10             |                |                |                |                |                |                |                |                |                |                |                |                |                |                |                |
| CS Nebelhorn Trophy                 |                |                | 5              | 8              |                |                |                |                |                |                |                |                |                |                |                |                |                |
| CS U.S. International Classic       |                | 5              | 3              |                |                |                |                |                |                |                |                |                |                |                |                |                |                |
| Lake Placid Ice Dance International |                | 7              | 1              |                |                |                |                |                |                |                |                |                |                |                |                |                |                |
| Zimowa uniwersajda                  |                |                | 2              |                |                |                |                |                |                |                |                |                |                |                |                |                |                |
| Krajowe                             |                |                |                |                |                |                |                |                |                |                |                |                |                |                |                |                |                |
| Mistrzostwa Stanów Zjednoczonych    | 6              | 9              | 6              |                |                |                |                |                |                |                |                |                |                |                |                |                |                |

### Z Poliną Pańkową (Rosja)
| Zawody                                | 18–19                                 |                                       |                                       |                                       |                                       |                                       |                                       |                                       |                                       |                                       |                                       |                                       |                                       |                                       |                                       |                                       |                                       |                                       |
| Międzynarodowe: Kategorie młodzieżowe | Międzynarodowe: Kategorie młodzieżowe | Międzynarodowe: Kategorie młodzieżowe | Międzynarodowe: Kategorie młodzieżowe | Międzynarodowe: Kategorie młodzieżowe | Międzynarodowe: Kategorie młodzieżowe | Międzynarodowe: Kategorie młodzieżowe | Międzynarodowe: Kategorie młodzieżowe | Międzynarodowe: Kategorie młodzieżowe | Międzynarodowe: Kategorie młodzieżowe | Międzynarodowe: Kategorie młodzieżowe | Międzynarodowe: Kategorie młodzieżowe | Międzynarodowe: Kategorie młodzieżowe | Międzynarodowe: Kategorie młodzieżowe | Międzynarodowe: Kategorie młodzieżowe | Międzynarodowe: Kategorie młodzieżowe | Międzynarodowe: Kategorie młodzieżowe | Międzynarodowe: Kategorie młodzieżowe | Międzynarodowe: Kategorie młodzieżowe |
| ------------------------------------- | ------------------------------------- | ------------------------------------- | ------------------------------------- | ------------------------------------- | ------------------------------------- | ------------------------------------- | ------------------------------------- | ------------------------------------- | ------------------------------------- | ------------------------------------- | ------------------------------------- | ------------------------------------- | ------------------------------------- | ------------------------------------- | ------------------------------------- | ------------------------------------- | ------------------------------------- | ------------------------------------- |
| Mentor Toruń Cup                      | 5 J                                   |                                       |                                       |                                       |                                       |                                       |                                       |                                       |                                       |                                       |                                       |                                       |                                       |                                       |                                       |                                       |                                       |                                       |
| Minsk-Arena Ice Star                  | 4 J                                   |                                       |                                       |                                       |                                       |                                       |                                       |                                       |                                       |                                       |                                       |                                       |                                       |                                       |                                       |                                       |                                       |                                       |
| Open d’Andorra                        | 1 J                                   |                                       |                                       |                                       |                                       |                                       |                                       |                                       |                                       |                                       |                                       |                                       |                                       |                                       |                                       |                                       |                                       |                                       |
| Krajowe                               |                                       |                                       |                                       |                                       |                                       |                                       |                                       |                                       |                                       |                                       |                                       |                                       |                                       |                                       |                                       |                                       |                                       |                                       |
| Mistrzostwa Rosji juniorów            | 12                                    |                                       |                                       |                                       |                                       |                                       |                                       |                                       |                                       |                                       |                                       |                                       |                                       |                                       |                                       |                                       |                                       |                                       |

### Z Leticią Marsh (Wielka Brytania)
| JGP w Niemczech       | 9   |
| JGP w Słowenii        | 8   |
| Lake Placid Ice Dance | 9 J |

### Z Janą Bugą (Rosja)
| Minsk-Arena Ice Star | 13 J |

## Programy
Lorraine McNamara / Anton Spiridonov
| Sezon   | Taniec rytmiczny (RD) | Taniec dowolny (FD)                                                                                  |
| ------- | --- | --- |
| 2020–21 | - Quickstep: Big Spender (z musicalu Sweet Charity) – Cy Coleman - Swing: Rich Man’s Frug (z musicalu Sweet Charity) – Cy Coleman choreografia: Meredith Jones, Jelena Nowak | - Pink Floyd medley: - Money - Shine on You Crazy Diamond choreografia: Meredith Jones, Jelena Nowak |